# Быстровка 2-я
Быстровка 2-я — деревня в Петровском районе Саратовской области, входит в состав сельского поселения Синеньское муниципальное образование.

## География
Находится на расстоянии примерно 14 километров по прямой на северо-восток от районного центра города Петровск.

## История
Официальная дата основания 1859 год. Основана помещиком. В 1884 году 135 жителей, в 1914 - 262 .

## Население
Постоянное население составило 101 человек (русские 85%) в 2002 году, 79 в 2010.